# 阮氏玉玔
保順公主阮氏玉玔（越南语：／；1792年10月20日—1851年），阮朝嘉隆帝第五女，生母是昭容范氏祿。
景興五十三年九月五日（1792年10月20日），阮氏玉玔出生。嘉隆十七年（1818年），公主27歲，下嫁建昌郡公阮黃德之子阮黃算。同年（1818年），駙馬阮黃算去世，兩人未育有子女。公主後來改嫁衞尉張文銘。明命二十一年（1840年），明命帝封玉玔為保順公主。嗣德四年（1851年），公主去世，享年六十歲，諡貞慧。
保順公主未育有子女。